# Lớp Dương xỉ cành
Lớp Dương xỉ cành hay lớp Quyết cành (danh pháp khoa học: Cladoxylopsida là một nhóm thực vật chỉ được biết đến từ các hóa thạch, được người ta coi là tổ tiên của các loài dương xỉ và mộc tặc.
Chúng có một thân cây ở trung tâm và từ trên ngọn tỏa ra vài cành bên. Các hóa thạch của các loài dương xỉ này có niên đại vào khoảng kỷ Devon và kỷ Than Đá, chủ yếu là các thân cây.
Phân loại của nhóm này vẫn chưa chắc chắn, nhưng người ta cho rằng nó được chia ra làm hai bộ là Cladoxylales (dương xỉ cành) và Hyeniales (quyết lá tỏa).
Các hóa thạch nguyên vẹn của dương xỉ cành có niên đại Trung Devon thuộc chi Wattieza chỉ ra rằng nó là cây thân gỗ, được nhận dạng sớm nhất trong hồ sơ hóa thạch vào năm 2007.

## Hình ảnh

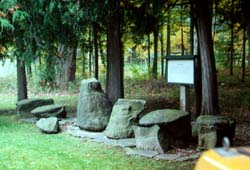